# Филомена-мата-коауитланский тотонакский язык
Филомена-мата-коауитланский тотонакский язык (Filomena Mata-Coahuitlán Totonac, Santo Domingo Totonac, Totonaco de Filomena Mata-Coahuitlán) — тотонакский язык, на котором говорят в горной местности штата Веракрус в Мексике. На 93% взаимопонятен с нонакатланским языком, а лингвистически схож с горным и северным диалектами тотонакского языка.